# Stadtwerke Klagenfurt
Die Stadtwerke Klagenfurt AG (STW) ist ein öffentliches österreichisches Energie-, Infrastruktur- und Wasserversorgungsunternehmen in der Stadt Klagenfurt am Wörthersee. Das Unternehmen und seine Tochtergesellschaften bieten Dienstleistungen und Produkte in den Bereichen Außenwerbung, Bestattung, Erdgas, Fernwärme, Freizeit, öffentlicher Busverkehr, Strom, Telekommunikation und Wasser an. Die Stadtwerke Klagenfurt sind zu 100 % im Besitz der Stadt Klagenfurt am Wörthersee.

## Chronik

### Vorgeschichte
1940 wurden in Klagenfurt die städtischen Einzelbetriebe Elektrizitätswerk, Wasserwerk, Verkehrsbetriebe, Bäder, Bestattung und Plakatierung zu einem Konzern zusammengelegt. 1949 erweiterte der Konzern den Bereich der Fernwärme durch den Betrieb des ersten Fernheizkraftwerks in Österreich. Im selben Jahr übernahm der Konzern das im Zweiten Weltkrieg stark zerstörte Gaswerk der Stadt, das 1952 in Betrieb genommen wurde. Seit dieser Zeit hat Klagenfurt eine dreischienige Energieversorgung.

1967 wurde das Bad Maiernigg übernommen, das bis 1969 überholt wurde. 1972 eröffneten der Konzern das Hallenbad Klagenfurt.

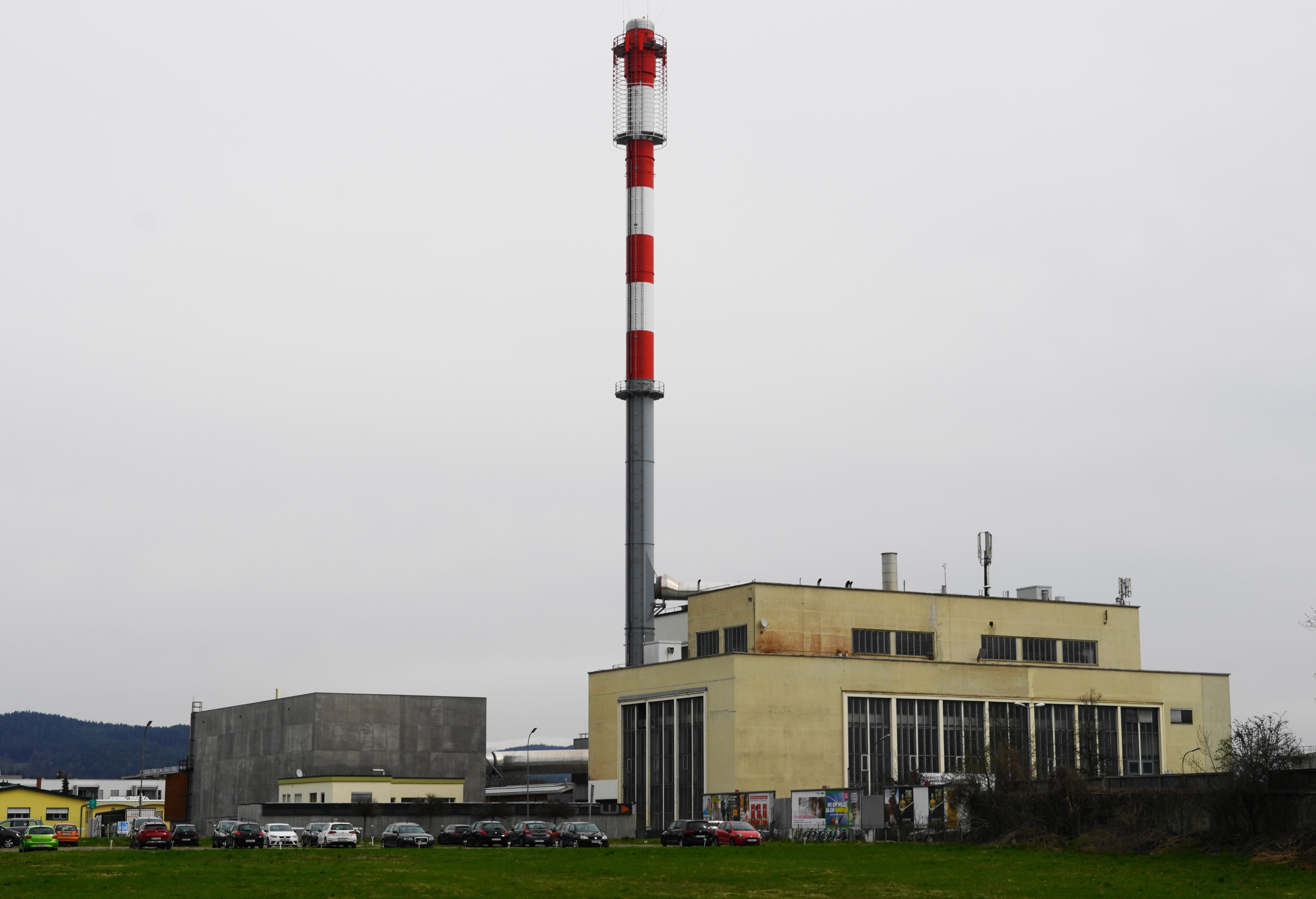
Fernheizkraftwerk der Stadtwerke Klagenfurt

1998 erfolgte der Ausbau des Geschäftsbereichs Telekommunikation. Das Netz der Stadtwerke wird seitdem von allen österreichischen Telekombetreibern genutzt. Für den Ausbau des Telefongeschäfts kooperierte die Stadt mit der Tele.ring im Zuge der gemeinsamen Gründung der Tele.ring Kärnten/Osttirol.

### Gründung der Stadtwerke Klagenfurt
Im September 2000 wurde der Versorgungsbereich im Rahmen der Ausgliederung aus der Stadtverwaltung in eine Aktiengesellschaft umgewandelt und damit die Stadtwerke Klagenfurt (STW) gegründet. Im Folgejahr starteten die Stadtwerke Klagenfurt mit der Einführung eines digitalen Funksystems („Tetra-Funksystem“), um im Katastrophenfall weiterhin kommunizieren zu können.
2003 erwarben die STW das Strandbad Maria Loretto, das sie als öffentliches Strandbad weiterführten. Zwei Jahre später gründeten die Stadtwerke Klagenfurt im Zuge der Umfirmierung der Mac Water Engineering GmbH, Frauental an der Laßnitz das Tochterunternehmen Aquassist Wasser Service GmbH. Das Unternehmen war in den Bereichen Rohrnetzerhaltung, Verbesserung der Wasserversorgungssysteme sowie weiteren Dienstleistungen tätig. Im Oktober des Jahres 2006 erwarben die Aqua Consult Ingenieur GmbH sowie die Veolia Wasser GmbH Anteile an dem Unternehmen.
Die Bereiche Strom, Wärme und Gas wurden im Oktober 2005 in die Tochtergesellschaft Energie Klagenfurt GmbH ausgegliedert. Neben den STW war die Verbund AG mit 49 % an dem Tochterunternehmen beteiligt. Für den Bau des Gasdampfkraftwerks Klagenfurt gründeten die Stadtwerke Klagenfurt im Folgejahr die Tochtergesellschaft Kraftwerkerrichtungs und -betriebs GmbH (KEG).
2007 schlossen sich der bisherige STW-Geschäftsbereich „Werbung“ (51 %) und die Gewista-Werbegesellschaft m.b.H. (49 %) zu PSG PosterService GmbH, Klagenfurt zusammen. Die PSG bietet im städtischen Raum zeitgenössische sowie klassische Werbemedien an. Die Gewista-Anteile wurden 2013 von der Ankünder GmbH übernommen.
Im Frühjahr des Jahres 2008 schlossen sich die beiden Bestattungen in Klagenfurt und Villach zur BKG Bestattung Kärnten GmbH, Klagenfurt zusammen. Gesellschafter des Unternehmens sind die Stadtwerke Klagenfurt sowie die Stadt Villach. Im Mai desselben Jahres bündelte die STW den Geschäftsbereich Schifffahrt in dem neu gegründeten Tochterunternehmen WSG Wörthersee Schifffahrt GmbH, Klagenfurt. Die Anteile an der WSG wurden zwei Jahre später veräußert.
Anfang des Jahres 2009 testete Klagenfurt im Rahmen eines Pilotprojekts, an dem neben der STW unter anderem die T-Mobile Austria GmbH sowie die Energie Klagenfurt beteiligt waren, als eine der ersten europäischen Städte über das Mobilfunknetz gesteuerte Straßenbeleuchtung, die beispielsweise durch die Erhöhung der Lichtstärke vor Unfallnähe warnt.
Im November 2010 stellte die Aquassist ihre Geschäftstätigkeit ein. 2012 wurde bekannt, dass die STW die Anteile des Verbunds an der EKG zurückerwerben werde. Hierdurch wurden die Stadtwerke Klagenfurt Alleineigentümer der EKG. Für die Folgejahre planten die Stadtwerke Klagenfurt den Bau eines Biomassekraftwerks für die Fernwärmeversorgung. Dies führte zu einer öffentlichen Debatte. Die Interessenvertretung Austropapier sah durch den Bau des Kraftwerks unter anderem die Rohstoffversorgung der örtlichen Papierindustrie durch den Bau gefährdet. 2017 eröffnete Cornelius Grupp ein Biomassekraftwerk im Osten von Klagenfurt, aus welchem die STW seitdem ihre Energie bezieht.
Der Bereich öffentliche Mobilität wurde im Herbst 2018 in die KMG Klagenfurt Mobil GmbH ausgegliedert. Seit Ende 2019 regelt der ÖPNV-Vertrag zwischen der KMG und der Stadt Klagenfurt die Leistungsbeziehungen.

### Entwicklung ab 2021
2021 musste das 1970 errichtete Hallenbad geschlossen werden, da es nicht mehr weiter betrieben werden konnte. Dieses Ergebnis wurde von einem externen Gutachter ermittelt. Darüber hinaus konnte nach der Prüfung eines zweiten Gutachters keine Teilsanierung vorgenommen werden. Ebenso wurde keine Erlaubnis für einen eingeschränkten Teilbetrieb gegeben.
2024 kam es durch Keimbelastung zu erheblichen Einschränkungen der #Wasserversorgung.

## Unternehmensstruktur und Unternehmensbereiche
2022 waren 309 Mitarbeiter für die Stadtwerke Klagenfurt tätig, über die Tochtergesellschaften wurden weitere 537 Arbeitnehmer beschäftigt. Im selben Geschäftsjahr erwirtschaftete die STW AG 63,09 Millionen Euro. Die Umsatzerlöse verteilen sich auf die Geschäftsbereiche Wasser (21,0 %), Wärme (6,1 %), Strom (10,2 %), Telekommunikation (5,2 %), Freizeit (3,1 %) sowie Erlöse aus Konzernverrechnungen der Beteiligungen, Kundenaufträge und der Auflösung von Baukostenzuschüssen (54,4 %).
Die Stadtwerke Klagenfurt halten Anteile an folgenden verbundenen Unternehmen:
- KMG Klagenfurt Mobil GmbH, Klagenfurt am Wörthersee (74 %) 187 Mitarbeiter[32]

- Energie Klagenfurt GmbH, Klagenfurt am Wörthersee (100 %) 300 Mitarbeiter[33]

- PSG Poster Service GmbH, Klagenfurt am Wörthersee (51 %) 6 Mitarbeiter[34]

- BKG Bestattung Kärnten GmbH, Klagenfurt am Wörthersee (56 %) 44 Mitarbeiter[35]

Die STW sind des Weiteren im Rahmen einer Kooperation mit der Alpen Adria Universität Klagenfurt sowie der Fachhochschule Kärnten im Bereich der eigenen Forschung und Entwicklung des Unternehmens tätig.

## Energiebereiche
Die Energiebereiche Strom, Gas und Wärme wurden 2005 zur Stärkung der Wettbewerbsposition in die Energie Klagenfurt GmbH eingebracht. Die STW ist in diesem Bereich Fernwärmelieferant für die Energie Klagenfurt und übernimmt darüber hinaus die Vorhalte- und Redundanzfunktion zur Absicherung der Wärmelieferungen. Die Beschaffung für das mit Erdgas betriebene Fernwärmeheizkraftwerk erfolgt über feste Vertragspartner.
Weiterhin ist die STW für die Wartung, Umspannung und den Ausbau von Netzgebieten verantwortlich. Das Fernwärmenetz der Energie Klagenfurt GmbH erstreckt sich über eine Länge von 216 Kilometern und beliefert mehr als 31.000 Wohnungen in nahezu 5000 Gebäuden. Das Stromnetz der STW verläuft durch fünf Teilstationen und vier Umspannwerke und hat eine Gesamtlänge von 500 Kilometern. An das Stromnetz sind über 60.000 Kunden angeschlossen.
Bis 2022 hatte die Klagenfurt Dachstrom GmbH (KDSG), eine Tochtergesellschaft der Stadt und der STW, 60 der 365 öffentlichen Gebäude in Klagenfurt mit Photovoltaikanlagen ausgestattet, wodurch eine Million kWh Strom produziert wurde. Im Sommer 2023 gaben die Stadtwerke bekannt, den Strompreis um 10 % zu senken. Der Fernwärmepreis wurde ab September 2023 um etwa 20 % erhöht.

## Freizeit
Die Stadtwerke Klagenfurt betreiben einige Freizeiteinrichtungen in Klagenfurt, darunter das Strandbad Klagenfurt, das Strandbad Loretto sowie das Camping-Strandbad Klagenfurt (verpachtet). Ende 2021 beauftragte die Stadt Klagenfurt die Stadtwerke Klagenfurt mit dem Bau- und Betrieb eines neuen Hallenbades in der Stadt. Hierfür wurde ein Architekturwettbewerb ausgerufen, der 2022 beendet wurde. Der Planungs- und Vergabeprozess erfolgte 2023. Des Weiteren werden auf dem Gelände des Strandbades Saunaeinrichtungen geplant.

## Öffentlicher Verkehr
Die KMG betreibt 14 Buslinien im Stadtgebiet von Klagenfurt bis in die Umlandgemeinden Krumpendorf am Wörthersee und Ebenthal in Kärnten. Hierfür setzt KMG 74 Busse ein. 27 Busse sind Hybridfahrzeuge. Jährlich werden rund 15 Millionen Fahrgäste befördert und rund 3,1 Millionen Kilometer zurückgelegt. Um den städtischen Busverkehr auf alternative Antriebe umzustellen, testen die KMG Elektrobusse verschiedener Hersteller im regulären Betrieb.

## Wasserversorgung
An Spitzentagen werden in Klagenfurt am Wörthersee für den Tagesverbrauch bis zu 30.000 Kubikmeter Wasser benötigt.
In Zwirnawald, Rain und Straschitz betreiben die STW drei Wassergewinnungsanlagen sowie 24 Brunnen, die bis zu 8,5 Millionen Kubikmeter Wasser pro Jahr aus der Erde pumpen. Die 11 Hochbehälter der STW haben ein Gesamtfassungsvermögen von rund 27.500 Kubikmeter, wobei der Hochbehälter Spitalberg mit 25.000 Kubikmetern den größten Teil der Versorgung gewährleistet. Hinzu kommen 21 Druckverstärkeranlagen mit circa 600 Kilometer Hauptleitungen sowie rund 300 Kilometer Hausanschlussleitungen und 1570 Hydranten.
Das Versorgungsgebiet beinhaltet über Klagenfurt hiunaus Teile der Gemeinden Magdalensberg und Maria Saal.
Die Stadtwerke Klagenfurt sind zu 72,73 % an dem Wasserverband Klagenfurt – St. Veit beteiligt, über den mit weiteren fünf Brunnen neben Klagenfurt auch St. Veit an der Glan, Althofen und Kappel am Krappfeld mit Trinkwasser versorgt werden. Überdies besteht eine Übergabestelle zum Netz von Maria Rain.
Am 20. September 2024 wurden bei Routineprüfungen an sieben der zwanzig Kontrollstellen Enterokokken festgestellt. Die Belastung musste mindestens auf den 18. September zurückreichen. Daher wurde im gesamten Versorgungsgebiet vom Trinken nichtsterilisierten Leitungswassers abgeraten. Mit Unterstützung des Bundesheeres wurden Trinkwasserverteilstellen eingerichtet. Mit dem unbelasteten Wasser aus dem Netz von Maria Rain sollte das gesamte STW-Netz durchgespült werden. Hiermit wurde in den höher gelegenen Stadtteilen ohne positive Proben begonnen, sodass am 26. September das Unternetz von Wölfnitz als erstes wieder freigegeben wurde. Am 29. September wurde das Versorgungsgebiet Sattnitz östlich der St. Ruprechter Straße und das Gebiet nördlich der Josef-Sablatnig-Straße einschließlich der in Maria Saal und Magdalensberg versorgten Gebiete wieder freigegeben und am 2. Oktober folgte Viktring. Am 4. Oktober erfolgte schließlich die Freigabe für die meisten Gebiete östlich der Altstadt (etwa ab der Rosentalbahn) und kleineren Gebieten im Süden (etwa ab Flatschacher Straße) und im Norden (etwa ab dem Spitalberg). Da nach dem 8. Oktober keine positiven Proben mehr festgestellt wurden, wurde am 18. Oktober das gesamte Leitungsnetz zum Trinken freigegeben.
Die Ursache blieb bis zuletzt ungeklärt. Gemutmaßt wurde über eine, casu quo unzulässige, Verbindung eines Hausanschlusses zu einem Privatbrunnen. Auch Manipulationen an einem Hydranten sowie Leitungsschäden im Zuge von Bauarbeiten kommen in Frage. Insgesamt wurden 800.000 l Trinkwasser an die Bevölkerung ausgegeben und 1500 Proben ausgewertet – etwa zehnmal so viele wie in einem Durchschnittsmonat. Die angefallenen Kosten wurden mit 1,5 Millionen Euro beziffert.

## Sonstige Unternehmensbereiche
Die Dienstleistungen der Stadtwerke Klagenfurt umfassen darüber hinaus den Bereich der Telekommunikation (hierfür betreiben die Stadtwerke ein Rechenzentrum, etwa für die Bereiche Serverhousing und -hosting).

## Mitgliedschaften
Die Stadtwerke Klagenfurt sowie die Tochterunternehmen sind unter anderem Mitglied des Respact – Austrian Business Council for Sustainable Development.